# Hucho hucho
O salmão-do-danúbio, truta-hucho ou simplesmente hucho (Hucho hucho) é um salmão do gênero Hucho.
Esta espécie é um dos maiores peixes de água doce do mundo. 
Os adultos predadores e territoriais, devoram outros peixes, bem como rãs, répteis, aves, e pequenos mamíferos. Possui uma cabeça lateralmente comprimida, escamas muito pequenas. 
A sua popularidade entre os pescadores desportivos, a poluição e a construção de barragens em cursos de água rápidos contribuíram para que a espécie esteja classificada como em perigo.